# Simone Young
Simone Margaret Young (Sídney, 2 de marzo de 1961) es una directora de orquesta australiana.En 1993 fue la primera mujer directora en la Ópera Estatal de Viena. 

## Biografía
Nació en 1961 en Sídney. Tiene ascendencia irlandesa por parte de su padre y croata del lado de su madre. Fue educada en el Monte Sant' Angelo Mercy College, en el norte de Sídney. Estudió composición, piano y dirección de orquesta en el Conservatorio de Música de Sídney. 

### Carrera
Young empezó a trabajar en 1983 en la Ópera de Australia como répétiteur bajo varios directores, como Charles Mackerras, Richard Bonynge, Carlo Felice Cillario y Stuart Challender. Su primer puesto lo obtuvo en 1985 como directora de ópera en el Teatro de la Ópera de Sídney. En 1986 fue la primera mujer y la persona más joven en ser nombrada directora residente de la Ópera de Australia. Recibió una beca del Consejo de Australia para estudiar en el extranjero, y fue nombrada Joven Australiana del Año. En sus primeros años también fue asistente de James Conlon en la Ópera de Colonia, y de Daniel Barenboim en la Ópera Estatal de Berlín y el Festival de Bayreuth. 
En 1993 fue la primera mujer directora en la Ópera Estatal de Viena. 
Desde 1998 hasta 2002 fue directora principal de la Orquesta Filarmónica de Bergen en Noruega.
En la ceremonia de apertura de los Juegos Olímpicos de Sídney 2000 dirigió a la Orquesta Sinfónica de Sídney en su interpretación de "Deep Sea Dreaming" de Elena Kats-Chernin.
Entre 2001 y 2003 fue directora general de la Ópera de Australia en Sídney. Su contrato no fue renovado después de 2003 por el gasto excesivo de sus ideas de programación.
En mayo de 2003 fue nombrada directora ejecutiva de Ópera Estatal de Hamburgo, en la que había hecho su primera aparición como directora en 1996. También fue nombrada directora principal de la Philharmoniker Hamburg, cargos que asumió en 2005. En 2006 se convirtió en profesora de música y teatro en la Universidad de Hamburgo. En diciembre de 2011 se anunció que Young concluiría sus contratos con la Ópera Estatal de Hamburgo y la Filarmónica de Hamburgo después de la temporada 2014/2015.
En noviembre de 2005 fue la primera mujer en dirigir la Filarmónica de Viena.
En 2013 la australiana dirigió el canon de Bayreuth de diez óperas de Wagner en un festival titulado "Wagner-Wahn" en Hamburgo, junto con tres óperas de Giuseppe Verdi de sus "años de galeras" que rara vez se interpretan –La battaglia di Legnano, I due Foscari, I Lombardi alla prima crociata. El crítico de la revista Opera consideró los principales eventos destacados del año.
En marzo de 2016 fue nombrada miembro del consejo de la Europäische Musiktheater-Akademie (Academia Europea del Teatro Musical).
En 2024 se convirtió en la primera mujer en dirigir el ciclo El anillo del nibelungo en el Festival de Bayreuth.
Simone está considerada una de las mayores especialistas en Wagner, Strauss y Bruckner. Desde el inicio de su carrera ha dirigido enmuchas  ocasiones el ciclo completo de El anillo del Nibelungo de Wagner, así como otras óperas wagnerianas, entre ellas Parsifal o Los maestros cantores de Núremberg.
Su discografía incluye todas las sinfonías de Anton Bruckner y el ciclo completo El anillo del nibelungo de Richard Wagner y ella fue la primera mujer en realizar grabaciones cualquiera de estos ciclos. También ha grabado la integral de las sinfonías de Johannes Brahms.

## Premios y reconocimientos
- En 1986 recibió el título de "Young Australian of the Year" (Joven australiana del año).
- En 2001 se le concedió la "Centenary Medal "por su destacada contribución a la música, en particular a la ópera".[14]
- En 2004 en el Día de Australia fue nombrada "Member of the Order of Australia (AM)" (Miembro de la Orden de Australia) "por su servicio a las artes como directora de orquesta en prestigiosas compañías de ópera y orquestas en Australia y en el resto del mundo".[15]
- En enero de 2004 fue nombrada "Chevalier des Arts et des Lettres" (Caballero de las Artes y las Letras) de Francia.
- En 2005 se le entregó la Medalla Goethe concedida por el Instituto Goethe.
- En octubre de 2006 fue seleccionada "Dirigentin des Jahres" (Directora del año) por los críticos de la revista Opernwelt.[16]
- En 2008 obtuvo, junto con la Filarmónica de Hamburgo, el Premio Brahms otorgado por la Brahms-Gesellschaft Schleswig-Holstein (Sociedad Johannes Brahms de Slesvig-Holstein).[17]
- En diciembre de 2012 fue elegida "Music Personality of the year" (Personalidad musical del año) por la revista Limelight.[18]
- En 2019 recibió el European Cultural Award.
- En 2024 fue galardonada con International Opera Award.
- Su nombre figura en el Cuadro de honor de mujeres de Victoria.
- Recibió también el Premio Bernard Heinze de Australia.
- Ha recibido doctorados honoris causa de las universidades de Nueva Gales del Sur, Sídney y Melbourne.

## Discografía selecta
CD
- 2002 – Halévy: La Juive, Ópera Estatal de Viena (RCA).
- 2004 – Wagner: Tenor Arias, Johan Botha (tenor), Orquesta Sinfónica de la Radio de Viena (Oehms Classics).
- 2006 – Bürger: Stille der Nacht. Orquesta Sinfónica de Radio Berlín (Toccata Classics).
- 2007 – Hindemith: Mathis der Maler. Filarmónica de Hamburgo (Oehms Classics).
- 2007 – Britten: Folksong Arrangements. Steve Davislim (tenor), Simone Young (piano) (Melba Recordings).
- 2007 – Bruckner: Sinfonía n.º 2. Filarmónica de Hamburgo (Oehms Classics).
- 2007 – Verdi: Requiem. Orquesta de la Ópera y el Ballet de Australia (ABC Classics).
- 2008 – Wagner/Strauss: Transcendent Love. The Passions of Wagner and Strauss. Lisa Gasteen (soprano), West Australian Symphony Orchestra (ABC Classics).
- 2008 – Dean: Brett Dean, Composer and Performer. Brett Dean (viola), violonchelos de la Orquesta Sinfónica de Sídney (BIS).
- 2008 – Wagner: Das Rheingold. Filarmónica de Hamburgo (Oehms Classics).
- 2008 – Bruckner: Sinfonía n.º 3. Filarmónica de Hamburgo (Oehms Classics).
- 2008 – Wagner, Verdi, Mozart: Knut Skram, Opera Arias. Knut Skram (barítono), Royal Philharmonic Orchestra (Simax).
- 2009 – Wagner: Die Walküre. Filarmónica de Hamburgo (Oehms Classics).
- 2009 – Bruckner: Sinfonía n.º 8. Filarmónica de Hamburgo (Oehms Classics).
- 2010 – Brahms: Sinfonía n.º 1. Filarmónica de Hamburgo (Oehms Classics).
- 2010 – Bruckner: Sinfonía n.º 4 Romántica (versión de 1874). Filarmónica de Hamburgo (Oehms Classics).
- 2010 – Strauss: Seduction. Songs by Richard Strauss. Steve Davislim (tenor), Orquesta Victoria (Melba Recordings).
- 2011 – Wagner: Siegfried. Filarmónica de Hamburgo (Oehms Classics).
- 2011 – Wagner: Götterdämmerung. Filarmónica de Hamburgo (Oehms Classics).
- 2011 – Mahler: Sinfonía n.º 2. Filarmónica de Hamburgo (Oehms Classics).
- 2012 – Mahler: Sinfonía n.º 6. Filarmónica de Hamburgo (Oehms Classics).
- 2012 – Brahms: Sinfonía n.º 2. Filarmónica de Hamburgo (Oehms Classics).
- 2012 – Wagner: Der Ring des Nibelungen. Filarmónica de Hamburgo (Oehms Classics, box).
- 2013 – Bruckner: Sinfonía n.º 0. Filarmónica de Hamburgo (Oehms Classics).
- 2013 – Brahms: Sinfonía n.º 3 & n.º 4. Filarmónica de Hamburgo (Oehms Classics).
- 2014 – Bruckner: Sinfonía de estudio en fa menor. Filarmónica de Hamburgo (Oehms Classics).
- 2015 – Bruckner: Sinfonía n.º 5. Filarmónica de Hamburgo (Oehms Classics).
- 2015 – Bruckner: Sinfonía n.º 6. Filarmónica de Hamburgo (Oehms Classics).
- 2015 – Bruckner: Sinfonía n.º 7. Filarmónica de Hamburgo (Oehms Classics).
- 2015 – Bruckner: Sinfonía n.º 9. Filarmónica de Hamburgo (Oehms Classics).
- 2016 – Schmidt: Das Buch mit sieben Siegeln. Filarmónica de Hamburgo, NDR Chor, Staatschor Latvija (Oehms Classics).
- 2016 – Bruckner: Sinfonías completas. Filarmónica de Hamburgo (Oehms Classics, box).
- 2017 – Brahms: Sinfonías n.º 1-4. Filarmónica de Hamburgo (Oehms Classics, 3CD).

DVD
- 2008 – Simone Young: To Hamburg from Downunder, documental dirigido por Ralf Pleger (Ovation).
- 2008 – Poulenc: Dialogues of the Carmelites, Ópera Estatal de Hamburgo (Arthaus Musik).
- 2010 – Pfitzner: Palestrina. Ópera Estatal de Baviera (EuroArts).
- 2015 – Reimann: Lear. Ópera Estatal de Hamburgo (Arthaus Musik).